# Houba domečková
Houba domečková (Suberites domuncula) je mořský živočich z kmene houbovců. 

## Popis
Vytváří velké nepravidelné kopečky a koule s nápadnými vyvrhovacími otvory. Může dorůst velikosti až přes 1 m, při tloušťce okolo 7 cm. Její povrch je dosti pevný, na omak kožovitý. Tělesná schránka je vyztužena třemi typy jehlic. Často obrůstá ulity osídlené poustevnickými kraby, které pak rozpouští a vytváří pro poustevníčka druhotnou skrýš, která roste s ním.